# Літчфілд (Іллінойс)
Літчфілд (англ. Litchfield) — місто (англ. city) в США, в окрузі Монтгомері штату Іллінойс. Населення — 6605 осіб (2020).

## Географія
Літчфілд розташований за координатами 39°10′38″ пн. ш. 89°38′37″ зх. д. / 39.17722° пн. ш. 89.64361° зх. д. (39.177145, -89.643572).  За даними Бюро перепису населення США в 2010 році місто мало площу 17,67 км², з яких 16,70 км² — суходіл та 0,97 км² — водойми. В 2017 році площа становила 27,50 км², з яких 22,34 км² — суходіл та 5,16 км² — водойми.

## Демографія
Згідно з переписом 2010 року, у місті мешкало 6939 осіб у 2852 домогосподарствах у складі 1770 родин. Густота населення становила 393 особи/км².  Було 3158 помешкань (179/км²).
Расовий склад населення:
| - 97,0 % — білих - 0,6 % — чорних або афроамериканців - 0,5 % — азіатів - 0,2 % — корінних американців - 0,1 % — вихідців з тихоокеанських островів |

До двох чи більше рас належало 1,0 %. Частка іспаномовних становила 1,5 % від усіх жителів.
За віковим діапазоном населення розподілялося таким чином: 23,3 % — особи молодші 18 років, 57,5 % — особи у віці 18—64 років, 19,2 % — особи у віці 65 років та старші. Медіана віку мешканця становила 41,0 року. На 100 осіб жіночої статі у місті припадало 89,4 чоловіків;  на 100 жінок у віці від 18 років та старших — 83,5 чоловіків також старших 18 років.
Середній дохід на одне домашнє господарство  становив 62 054 долари США (медіана — 44 547), а середній дохід на одну сім'ю — 75 753 долари (медіана — 61 502). Медіана доходів становила 43 468 доларів для чоловіків та 32 016 доларів для жінок. За межею бідності перебувало 21,0 % осіб, у тому числі 22,3 % дітей у віці до 18 років та 15,9 % осіб у віці 65 років та старших.
Цивільне працевлаштоване населення становило 2590 осіб. Основні галузі зайнятості: освіта, охорона здоров'я та соціальна допомога — 34,6 %, виробництво — 15,1 %, роздрібна торгівля — 9,1 %, мистецтво, розваги та відпочинок — 6,6 %.